# Romford
Romford es un pueblo del municipio londinense de Havering. Se encuentra a unos 22,7 km (14,1 mi) al noreste de Charing Cross, Londres, Reino Unido. Según el censo de 2011 contaba con una población de 95894 habitantes.